# Ioan Viorel Ganea
Ioan Viorel Ganea, född 10 augusti 1973 i Rumänien, är en rumänsk före detta fotbollsspelare. Hans smeknamn är Vio.
På 45 landskamper gjorde han 19 mål.

## Klubbar
- FC Timişoara 2007- 2008
- Rapid Bukarest 2007
- FC Dinamo Bucureşti 2006
- Wolverhampton Wanderers FC Januari 2004 - 2006
- Bursaspor 2003 - 2004
- VfB Stuttgart 1999 - 2003
- Rapid Bukarest 1998 - 1999
- Gloria Bistriţa 1998 - 1999
- FC Universitatea Craiova 1996 -1998
- FC Braşov 1994 - 1996
- ICIM Braşov 1993 - 1994